# Zsigmondyhütte
Horská chata Zsigmondyhütte (italsky Rifugio Zsigmondy Comici) je horské útočiště v Sextenských Dolomitech (Jižní Tyrolsko, Itálie). Nachází se na skalnatém hřebeni na úpatí Zwölferkofelu v nadmořské výšce 2224 m n. m.. Okolí je součástí přírodního parku Drei Zinnen. Chata byla pojmenována po vídeňském horolezci Emilu Zsigmondym. V roce 1948 byl přidán druhý název Comici podle italského horolezce a horského vůdce Emilia Comiciho (1901-1940) z Terstu.

## Historie
První chatu postavil Rakouský alpský klub (ÖAK) v roce 1886 asi 100 m od dnešního místa. Poté, co původní chatu v zimě 1887/1888 poškodila lavina, byla budova brzy obnovena. Další významná přístavba většího domu proběhla v roce 1908. Tato chata již poskytovala ubytování pro přibližně 60 osob. Během první světové války byla chata 8. července 1915 zcela zničena italským dělostřelectvem. O výstavbě nové budovy na současném místě rozhodla padovská sekce Italského alpského klubu CAI až v roce 1926 a dokončena byla v roce 1929. Chata, která již byla podobně velká jako ta současná, byla pojmenována na Rifugio Benito Mussolini. Během druhé světové války byl dům opět vyrabován a značně poškozen. Již v roce 1946 byl přestavěn pod názvem Rifugio Comici. Název Rifugio Zsigmondy-Comici dostala chata v roce 1948.
Spolu s dalšími 24 státem vyvlastněnými útulnami přešla Zsigmondyhütte v roce 1999 do vlastnictví autonomní provincie Bolzano - Jižní Tyrolsko; na konci roku 2010 vypršela koncese na její správu ze strany CAI. Od roku 2015 pomáhá provincii Jižní Tyrolsko při správě útulny (přidělování nájemcům, kontrola její správy, renovační opatření) společná komise, v níž jsou kromě veřejného sektoru zastoupeny i AVS a CAI.

## Přístup
Přístup k chatě vede z údolní vesnice Moos (1339 m) v údolí Sextental, bočním údolí Hochpustertalu, přes poměrně ploché údolí Fischleintal přes chaty Fischleinbodenhütte (1454 m) k chatě Talschlusshütte (1526 m) na úpatí Einserkofelu. Trasu je možné zkrátit využitím parkoviště nebo zastávky veřejného autobusu u chaty Fischleinbodenhütte. K chatě Talschlusshütte vede rovněž cyklostezka. U chaty Talschlusshütte cesta začíná poněkud strmějším stoupáním (oblast sesuvu z Einserkofelu v říjnu 2007) a odbočí do údolí Bacherntal, které se táhne mezi masivy Einserkofelu a Elferkofelu. Orientačním bodem na tomto úseku stezky je výrazný vrchol Hochleist (2413 m). Výstup k chatě vede kolem vrcholů Kanzel a Hochleist, kde se brzy objeví impozantní masiv Zwölferkofelu. Cesta od chaty Talschlusshütte trvá asi dvě hodiny chůze.

## Přechody
Chatu lze využít jako výchozí bod známé vysokohorské stezky Strada degli Alpini. Na konci stezky můžete sestoupit k chatě Rotwandwiesenhütte s nedalekou lanovkou na Sexten/Moos nebo přes Sentinellascharte k chatě Bertihütte. K dalším chatám vedou cesty na chatu Büllelejochhütte (2528 m) a dále na chatu Dreizinnenhütte (2405 m), jihozápadním směrem přes Zwölferscharte a Rossleitn na chatu Lavaredohütte (2344 m) a jihovýchodním směrem přes Giralba-Scharte na chatu Carduccihütte (2297 m).

## Výstupy na okolní vrcholy
Pro vysokohorské horolezce je Zwölferkofel jistě jasným cílem. Náročné horské túry mohou vést na Hochbrunnerschneid (3046 m) a Oberbachernspitzen (2675 m). Na vrchol Hochbrunnerschneid (3046 m) se dostanete od cesty Dolomiten-Höhenweg směrem na východ k odbočce pro výstup přes Innere Loch. Cesta na Oberbachernspitzen vede přes Passo Fiscalino a chatu Büllelejochhütte. Kratší a jednodušší túry zahrnují výstupy na Hochleist (2413 m) a Kanzel (2531 m).

## Galerie

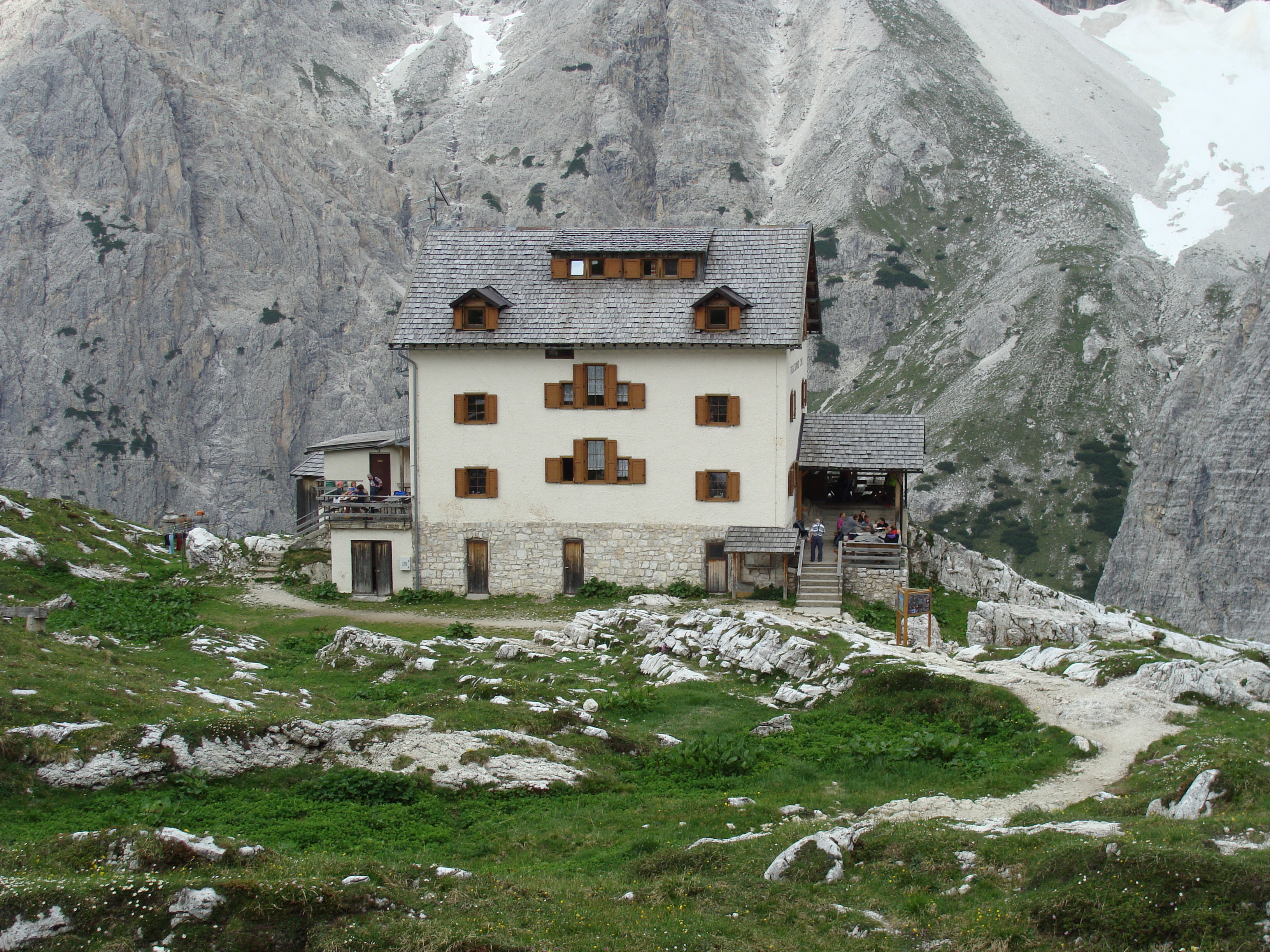
Zsigmondyhütte
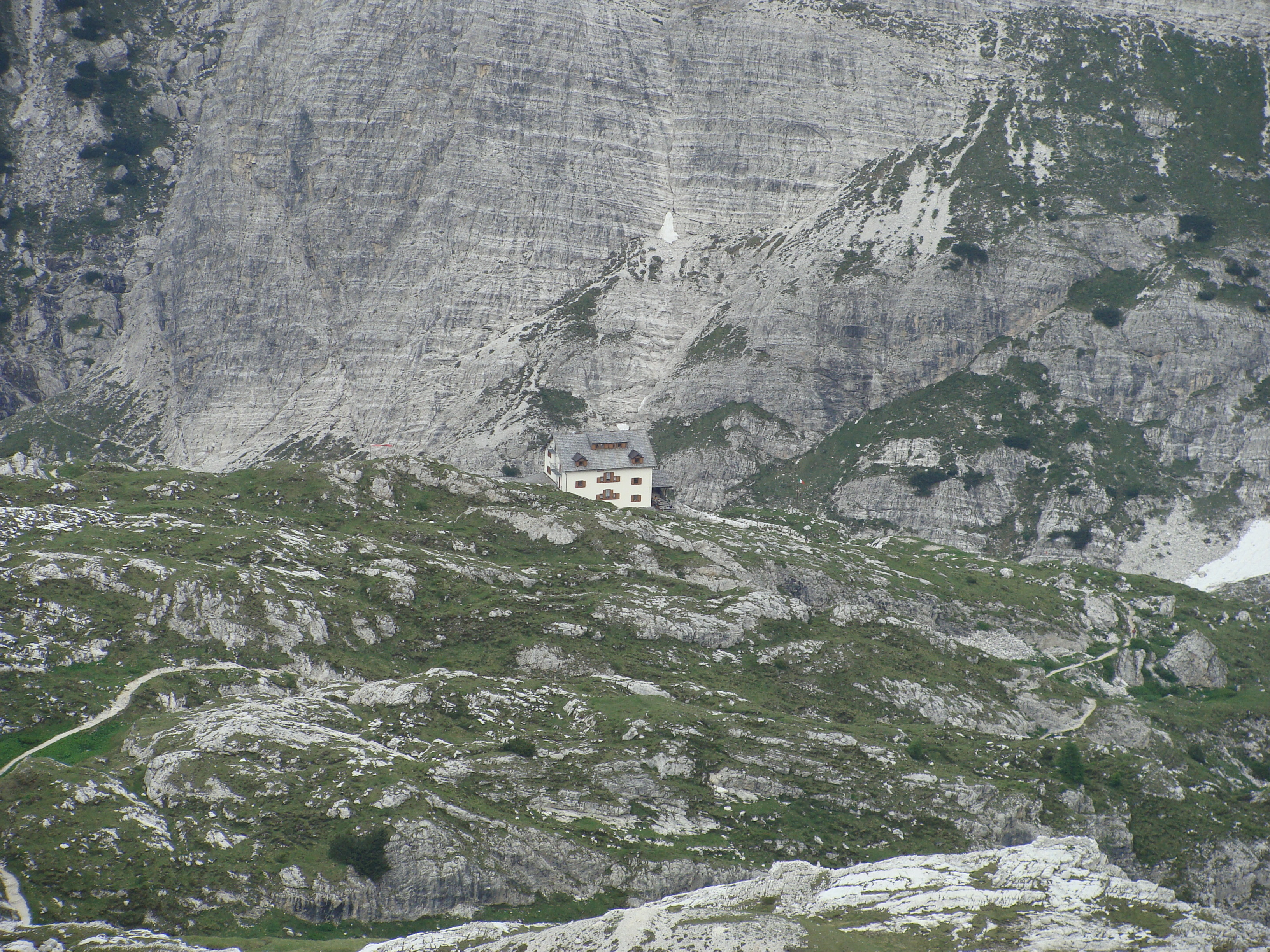
Zsigmondyhütte
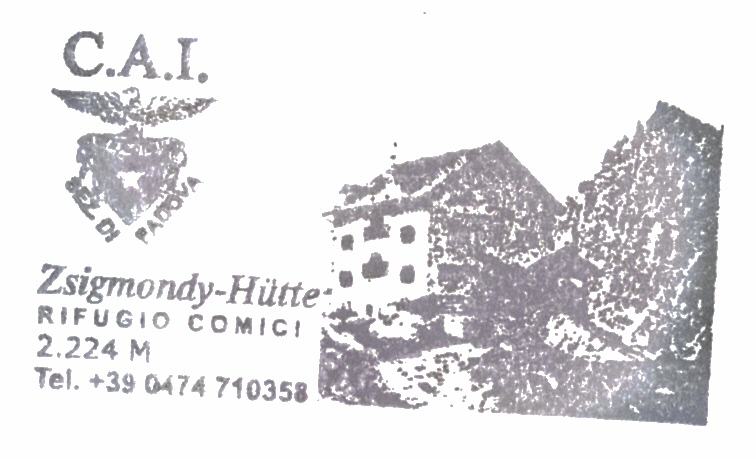
razítko z chaty
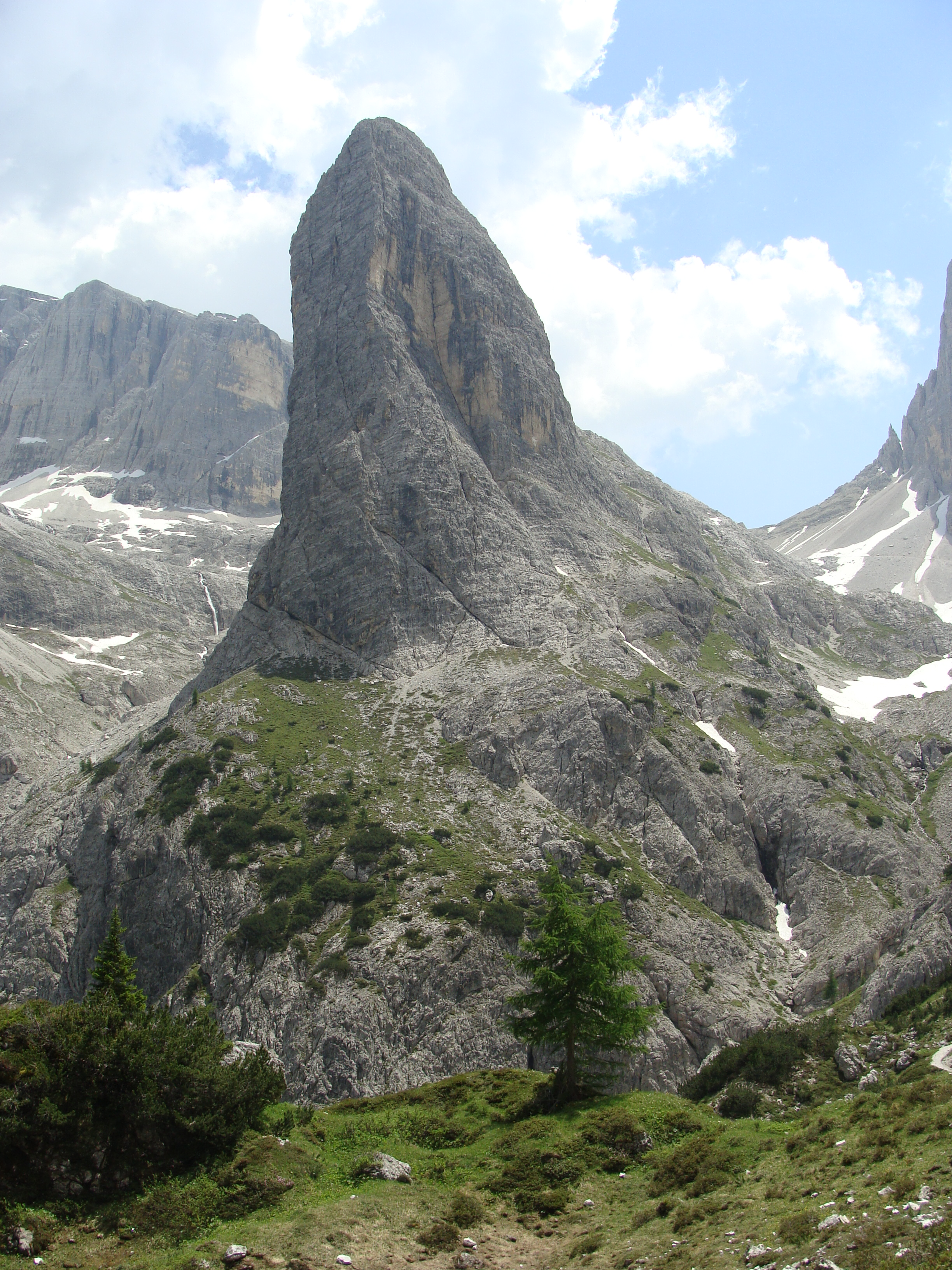
Hochleist 2413 m
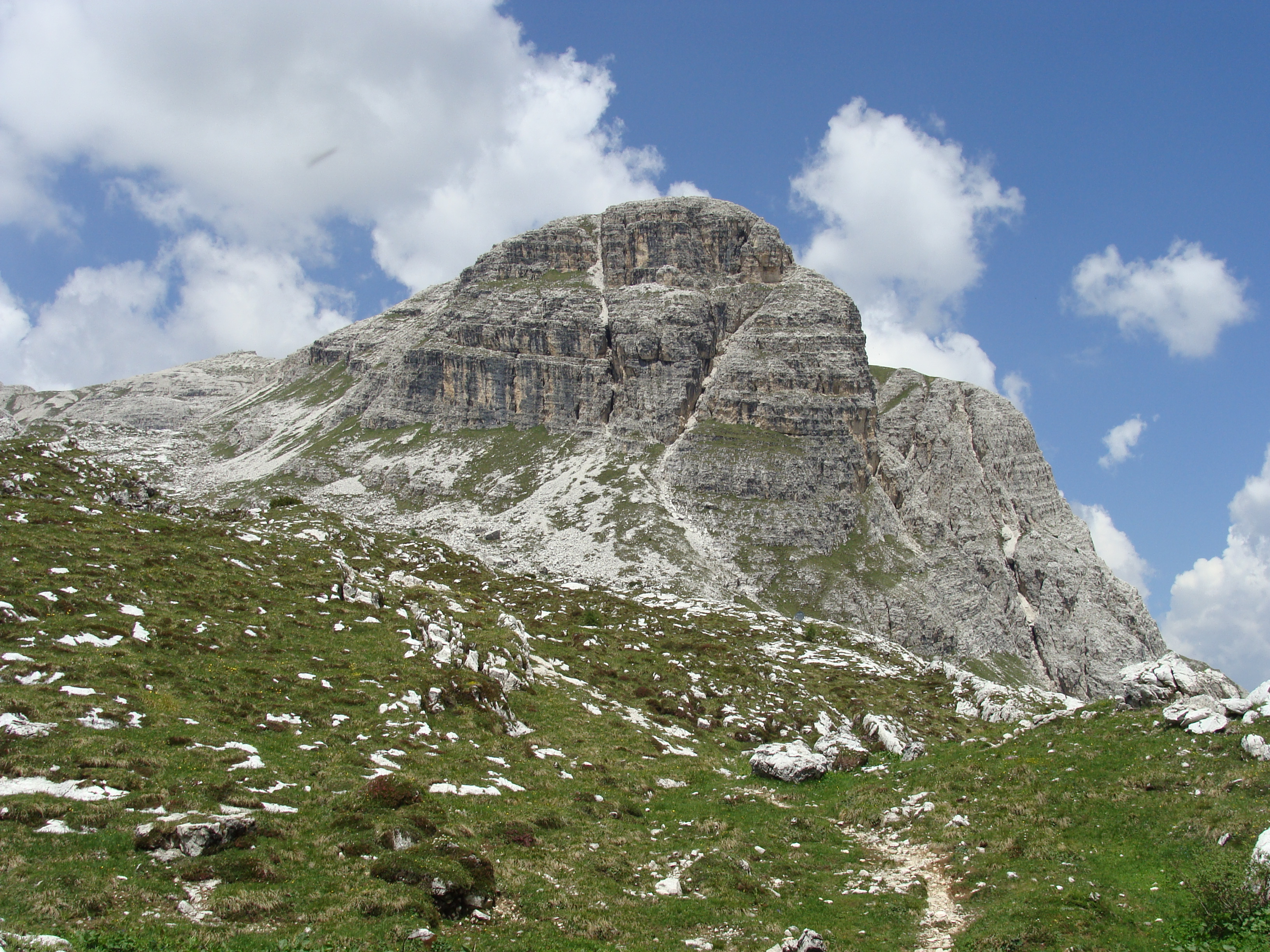
Kanzel 2531 m